# Kara Project
Kara Project foi um programa de variedades coreano de 2014. O programa consistia em 7 garotas competindo para serem a nova integrante do KARA. O programa teve 6 episódios, e em cada um deles as garotas aprendiam e apresentavam uma música diferente do KARA, para estarem preparadas elas tinham uma semana para cada música.
Ele foi ao ar na MBC Music dia 27 de Maio de 2014 toda Terça-feira às 18:00. Dia 1 de Julho de 2014, Heo Youngji foi proclamada a vencedora.

## Membros do KARA Project
Organizados por idade
| Nome           | Nome   | Altura / Peso  | Tipo sanguíneo | Data de nascimento                | Observações |
| Romanização    | Hangul | Altura / Peso  | Tipo sanguíneo | Data de nascimento                | Observações |
| -------------- | ------ | -------------- | -------------- | --------------------------------- | --- |
| Ahn Sojin ✝    | 안소진 | 163 cm / 43 kg | O              | 25 de maio de 1992 (32 anos)      | Cometeu suicídio em 24 de fevereiro de 2015 ao se jogar do 10º andar de seu apartamento. |
| Heo Youngji    | 허영지 | 166 cm / 49 kg | A              | 30 de agosto de 1994 (30 anos)    | Ex-trainee das empresas CCM e KeyEast. Se tornou a nova integrante do KARA. |
| Cho Shiyoon    | 조시윤 | 160 cm / 41 kg | B              | 21 de fevereiro de 1996 (29 anos) | Ex-integrante do Puretty. Participou como concorrente do Produce 101 (eliminada no episódio 8). Também apareceu no drama coreano Seonam Girls High School Investigators, como papel de apoio. |
| Yoon Chaekyung | 윤채경 | 161 cm / 42 kg | AB             | 7 de julho de 1996 (28 anos)      | Ex-integrante do Puretty. Participou como concorrente do Produce 101 (eliminada no episódio 11). Atual membro do April bem como um membro do grupo de meninas do Produce 101 I.B.I e C.I.V.A  |
| Jeon Somin     | 전소민 | 162 cm / 45 kg | A              | 22 de agosto de 1996 (28 anos)    | Ex-integrante do Puretty. Ex-integrante do April. Atual membro do grupo misto K.A.R.D |
| Kim Chaewon    | 김채원 | 159 cm / 45 kg | O              | 8 de novembro de 1997 (27 anos)   | Atual membro do April |
| Son Yooji      | 손유지 | 160 cm / 42 kg | O              | 25 de novembro de 1998 (26 anos)  | Participou do K-pop Star 2. Atualmente encontra-se sob a GH Entertainment, ex-integrante do Apple.B e atual membro do trio 3YE.                                                               |